# Campeonato Europeu de Futebol de 2004/Grupo A
O Grupo A do Campeonato Europeu de Futebol de 2004, ou simplesmente Grupo A, foi um dos quatro grupos de competição da chamada fase de grupos do Euro 2004 da UEFA. O primeiro confronto deu-se no dia 12 de Junho e o último no dia 20 de Junho de 2004.O grupo foi constituído pelo país anfitrião, Portugal, pela eventual campeã, a Grécia, juntamente com a Espanha e a Rússia.
Portugal venceu o grupo com um total de 6 pontos, após uma derrota frente à Grécia no jogo de abertura e duas vitórias, frente à Rússia e Espanha, respetivamente. A Grécia avançou também no grupo como segundo classificado, tendo batido Portugal no primeiro jogo, empatado com a Espanha e perdido contra a Rússia. Estas duas últimas seleções foram eliminadas na fase de grupos.

## Classificação
| Equipa   | P | J | V | E | D | GM | GS | +/- |
| -------- | - | - | - | - | - | -- | -- | --- |
| Portugal | 6 | 3 | 2 | 0 | 1 | 4  | 2  | +2  |
| Grécia   | 4 | 3 | 1 | 1 | 1 | 4  | 4  | 0   |
| Espanha  | 4 | 3 | 1 | 1 | 1 | 2  | 2  | 0   |
| Rússia   | 3 | 3 | 1 | 0 | 2 | 2  | 4  | -2  |

## Jogos
| 12 de Junho 2004 | Portugal              | 1 – 2     | Grécia                                         | Estádio do Dragão, Porto Público: Árbitro: Pierluigi Collina |
|                  | Cristiano Ronaldo 93' | Relatório | Georgios Karagounis 7' · Angelos Basinas P 51' |                                                              |

| 12 de Junho 2004 | Espanha                 | 1 – 0     | Rússia | Estádio Algarve, Faro-Loulé Público: Árbitro: Urs Meier |
|                  | Juan Carlos Valeron 60' | Relatório |        |                                                         |

| 16 de Junho 2004 | Grécia                 | 1 – 1     | Espanha                | Estádio do Bessa Século XXI, Porto Público: Árbitro: Lubos Michel |
|                  | Angelos Charisteas 66' | Relatório | Fernando Morientes 28' |                                                                   |

| 16 de Junho 2004 | Rússia | 0 – 2     | Portugal                   | Estádio da Luz, Lisboa Público: Árbitro: Hauge Terje |
|                  |        | Relatório | Maniche 7' · Rui Costa 89' |                                                      |

| 20 de Junho 2004 | Espanha | 0 – 1     | Portugal       | Estádio Alvalade XXI, Lisboa Público: Árbitro: Anders Frisk |
|                  |         | Relatório | Nuno Gomes 57' |                                                             |

| 20 de Junho 2004 | Rússia                                    | 2 – 1     | Grécia           | Estádio Algarve, Faro\Loulé Público: Árbitro: Gilles Veissiere |
|                  | Dmitri Kirichenko 2' · Dmitri Bulykin 17' | Relatório | Zisis Vryzas 43' |                                                                |